# Ovidio Bango Cuervo
Ovidio Bango Cuervo (Gijón, 19 d'octubre de 1969) és un exfutbolista asturià, que ocupava la posició de defensa.

## Trajectòria
Milita a primera divisió a la temporada 91/92, tot jugant 10 partits amb l'Sporting de Gijón. També hi disputa la categoria d'argent amb l'Avilés Industrial (90/91) i amb la UE Figueres (92/93).